# 20-as vízibusz (Velence)
A velencei 20-as jelzésű vízibusz a San Zaccaria és San Servolo, illetve San Lazzaro szigetek között közlekedik. A viszonylatot az ACTV üzemelteti.

## Története
A jelenlegi 20-as vízibusz eredetileg csak a San Lazzaro szigetig közlekedett. A 2008-as nyári menetrendtől turistaszezonban a járatot meghosszabbították a Lido, Casinòig, ma azonban ismét csak San Lazzaro szigetig jár.
A 20-as járat története:
| Időszak     | Járat- szám | Megállók |
| ----------- | ----------- | --- |
| 1978 – 2008 | 20          | San Zaccaria (Monumento Vittorio Emanuele) – San Servolo – San Lazzaro                                                            |
| 2008 – 2014 | 20          | San Zaccaria (Monumento Vittorio Emanuele) – San Servolo – San Lazzaro – Lido, Casinò                                             |
| 2014 – ma   | 20          | San Zaccaria (Monumento Vittorio Emanuele) – San Servolo – San Lazzaro – San Servolo – San Zaccaria (Monumento Vittorio Emanuele) |

## Megállóhelyei
| sz. | idő (perc) | megállóhely neve                           | átszállási kapcsolatok                                                                                | látnivalók                                 |
| --- | ---------- | ------------------------------------------ | --- | ------------------------------------------ |
| 0   | 0          | San Zaccaria (Monumento Vittorio Emanuele) | 1, 2, 4.1, 4.2, 5.1, 5.2, 7, 14, 15, 19, N, Alilaguna B, Brighella, Colombina, Carnevale all’Arsenale | Szent Márk tér, Dózse-palota, San Zaccaria |
| 1   | 10         | San Servolo                                | | San Servolo                                |
| 2   | 15         | San Lazzaro                                | | San Lazzaro degli Armeni                   |
| 3   | 20         | San Servolo                                | | San Servolo                                |
| 4   | 30         | San Zaccaria (Monumento Vittorio Emanuele) | 1, 2, 4.1, 4.2, 5.1, 5.2, 7, 14, 15, 19, N, Alilaguna B, Brighella, Colombina, Carnevale all’Arsenale | Lido, Casinò                               |

Megjegyzés: A dőlttel szedett járatszámok időszakos (nyári) járatokat jelölnek.